# ギリギリしてる/だからサヨナラ
「ギリギリしてる／だからサヨナラ」は田中美奈子の6枚目のシングル。

## 内容
唯一の両A面シングル。
「ギリギリしてる」はテレビ朝日系「いつか行く旅」、「だからサヨナラ」はTBS系「THE話 THE話」、それぞれエンディング・テーマのタイアップ。

## 収録曲
作詞・作曲：川島だりあ　編曲：明石昌夫
1. ギリギリしてる
2. だからサヨナラ